# Фенёво (Псковская область)
Фенёво — деревня в Невельском районе Псковской области России. Входит в состав Усть-Долысской волости.

## География
Расположена на северо-восточном прибрежье озера Долысского, в 197 км от областного центра, города Пскова, в 32 км к северо-западу от райцентра, города Невель, и в 10 км к западу от бывшего волостного центра Трехалёво.
К юго-востоку находится деревня Пономарёво. Ближайшие крупные населенные пункты: Трехалёво, Усть-Долыссы, Чернецово, Гультяи.

## Население
| 2001 | 2002 | 2010 |
| ---- | ---- | ---- |
| 36   | ↗38  | ↘27  |

Численность населения деревни по оценке на начало 2001 года составляла 36 человек.

## История
С января 1995 до апреля 2015 года деревня входила в состав ныне упразднённой Трехалёвской волости.

## Топографические карты
- Лист карты O-35-XXXVI Невель. Масштаб: 1 : 200 000. Состояние местности на 1984 год. Издание 1988 г.